# Aeroportul George T. Lewis
Aeroportul George T. Lewis (IATA: CDK, ICAO: KCDK, FAA LID: CDK) este un aeroport din Cedar Key⁠(d), Comitatul Levy, Florida, Florida, Statele Unite ale Americii.
Situat la o altitudine de 3 m, aeroportul dispune de 1 pistă.

## Infrastructură

### Piste
Aeroportul dispune de o singură pistă. Pista 05/23 are suprafața de asfalt și dimensiunile 2.355 picioare × 100 picioare. 